# Le Ciel DRONE
株式会社Le Ciel DRONE（かぶしきがいしゃルシエルドローン、英：Le Ciel DRONE Co., Ltd.）は愛知県名古屋市緑区に本社を置くドローンサービス会社。

## 概要
「空から多くの人々を幸せに」を経営理念として、ドローンの社会実装実現に向けて取り組んでいるドローンサービスカンパニーである。産業用ドローンのオペレーション業務、販売、登録講習機関の運営、研究・開発・製造なども行っている。

## 沿革
- 2021年6月15日 - 「株式会社Le Ciel DRONE」を設立。
- 2021年9月 - 株式会社Prodorneと販売特約店契約を締結。
- 2021年1月 - 東郷営業所開設
- 2022年4月 - 株式会社スカイマティクスとオペレーション強化の為、業務委託契約を締結。
- 2022年5月 - 固定翼機（VTOL）Wingtraを活用した写真測量業務を開始。
- 2023年2月 - 登録講習機関（ルシエルドローンスクール）を東郷に開講。
- 2023年7月 - 愛知県立東郷高等学校　ドローンの授業や部活の実施
- 2023年11月 - かんなみスプリングスカントリークラブと業務連携開始。ルシエルドローン函南開講。
- 2023年11月 - 名古屋モビリティーショーの愛知県トラック協会のブースにて物流ドローンのデモンストレーションとドローンの体験会を実施。
- 2024年1月 - 能登半島震災にてドローンによる物資運搬活動支援の協力。
- 2024年3月 - ルシエルドローンスクール長野開講。
- 2025年6月 - DJI国内代理店であるシステムファイブ主催のディーラー会にて2024年度デリバリー部門で株式会社Le Ciel DRONEが表彰。
- 2024年9月 - 能登豪雨被害にてドローンによる飛行業務支援の協力。
- 2024年11月 - 花王株式会社および株式会社空解の3社で物流ドローン（レベル3.5での固定翼（VTOL）機）による長距離飛行(80km)に成功[2]
- 2025年2月12日 - 登録講習機関 ヘリコプター限定解除講習開始[3]。